# Comuna Hrastnik
Hrastnik (Občina Hrastnik) este o comună din Slovenia, cu o populație de 10.121 de locuitori (2002).

## Localități
Boben, Brdce, Brnica, Dol pri Hrastniku, Čeče, Gore, Hrastnik, Kal, Kovk, Krištandol, Krnice, Marno, Plesko, Podkraj, Prapretno pri Hrastniku, Studence, Šavna Peč, Turje, Unično